# Svenska bleck- och plåtslagareförbundet

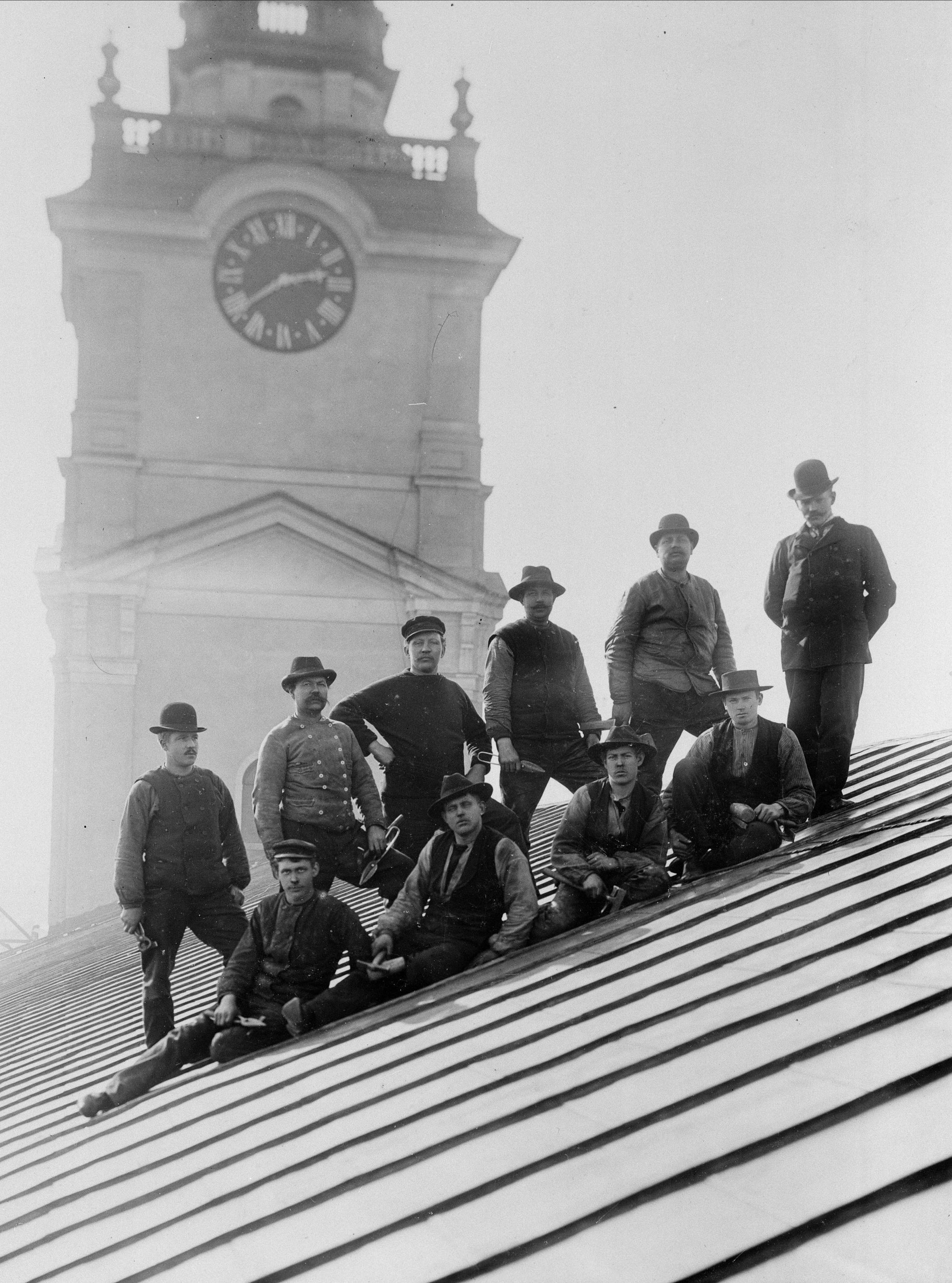
Plåtslagare på Storkyrkans tak, Stockholm 1903

Svenska bleck- och plåtslagareförbundet var ett svenskt fackförbund inom Landsorganisationen (LO) som bildades 1893 och upphörde 2000 då det uppgick i Svenska byggnadsarbetareförbundet. 

## Historia
- 1881 bildades den första fackföreningen inom bleck- och plåtslagareyrkena i Stockholm och den ledde en av de första strejkerna år 1883. Därefter tillkom andra fackföreningar på olika orter och de anslöt sig till Svenska järn- och metallarbetareförbundet.
- 1893 tog Malmö bleck- och plåtslagareförening, som bildats 1883, initiativ till en kongress där Svenska bleck- och plåtslagareförbundet bildades. Nio ombud för plåtslagare i Malmö, Göteborg, Kristianstad, Lund och Helsingborg och två representanter för det danska förbundet samlades i Helsingborg. Ordförande blev G. Kling.
- 1900 bildades en resehjälpskassa som snart ombildades till en resehjälps- och arbetslöshetskassa.
- 1907 hade förbundet 51 avdelningar med 1 849 medlemmar.
- 1909 deltog förbundet i storstrejken och den jämte depression och arbetslöshet gjorde att förbundets medlemsantal sjönk för att först 1929 uppnå 1907 års nivå.
- 1914 slöts avtal med Svenska metallindustriarbetareförbundet och året efter även med Svenska järnvägsmannaförbundet om fri övergång för bleck- och plåtslagare. Detta i avsikt att förebygga tvister förbunden emellan angående yrkesgruppens fackliga tillhörighet. Men denna diskussion fortsatte ändå under 1920- och 1930-talen. Enligt LO:s industriförbundsprincip skulle plåtslagarna tillhöra Byggnadsarbetareförbundet. Men plåtslagarna hävdade ståndaktigt sin särart under åren.
- 1925 anslöts förbundet till det gemensamma förhandlingsorganet Samverkande byggnadsfackförbunden som fanns kvar till 1949.
- 1941 bildades en egen erkänd arbetslöshetskassa och den gamla understödsfonden upphörde.
- 1950 hade förbundet 67 avdelningar med 3 379 medlemmar.
- 1980 hade förbundet 5 616 medlemmar, varav 5 612 män och 4 kvinnor. [1]
- 2000 uppgick förbundet i Svenska byggnadsarbetareförbundet.

### Fotnoter
1. ↑  Nordin, Rune (1981). Den fackliga arbetarrörelsen. 1, Uppkomst och utveckling (1. uppl.). Stockholm: Prisma i samarbete med Landsorganisationen i Sverige. Libris 256335. ISBN 91-518-1470-6 (inb.)